# ناهارخوران
ناهارخوران (بالفارسية: ناهارخوران) هي قرية تقع في غلستان في إيران.